# Jatropha dichtar
Jatropha dichtar är en törelväxtart som beskrevs av James Francis Macbride. Jatropha dichtar ingår i släktet Jatropha och familjen törelväxter. Inga underarter finns listade i Catalogue of Life.